# Edgar Manutjarjan
Edgar Manutjarjan (armeniska: Էդգար Վագրիկի Մանուչարյան) född 19 januari 1987 i Jerevan, Armeniska SSR, är en armenisk fotbollsspelare.

## Karriär

### Pjunik
Manutjarian inledde sin karriär i sitt hemland med klubben Pjunik Jerevan vid 15 års ålder. Han gjorde sin professionella debut år 2002. Vid samma ålder representerade han Armeniens U17-landslag. Med sin klubb, Pjunik, vann han den armeniska högstaligan tre år i rad, mellan år 2002 till 2004. Han vann även med klubben den armeniska cupen år 2002 och 2004 medan man vann supercupen år 2004. År 2004 vann han skytteligan med 21 mål på 22 matcher, för vilket han belönades med utmärkelsen årets fotbollsspelare i Armenien. I samma period gjorde han även sin debut för det Armeniska A-landslaget.
Nederländska klubben AFC Ajax följde Manutjarjans insatser sedan han gjort ett mål i en U17-EM kvalmatch mot Nederländerna. Han provspelade för klubben under december månad 2004, men bröt en fot under provspelsperioden vilket orsakade en försening i övergången. Den 1 juli 2005 skrev han ett treårskontrakt med den nederländska klubben, efter att ha gjort 5 mål på 4 matcher i inledningen av den armeniska ligan.

### AFC Ajax
Manutjarjan gjorde sitt första mål för Ajax i en 18-0 försäsongsmatchvinst mot ett nederländskt amatörlag. Han gjorde sin debut i Eredivisie den 18 september 2005 i en förlustmatch med 2-4 mot AZ Alkmaar på bortaplan. Sitt första officiella mål för klubben gjorde han den 2 november 2006 i en europacupmatch mot FK Austria Wien. Han var med och assisterade till det första målet någonsin på Arsenals nya Emirates Stadium, när han spelade fram Klaas-Jan Huntelaar som gjorde målet.
Sedan 2006 ådrog sig Manutjarjan flera skador och han lyckades inte ta sig in i Ajax startelva igen. Medan han återhämtade sig från sina skador flyttades han ned till Ajax juniorlag.

### Haarlem
I augusti 2009 lånades Manutjarjan ut till Eerste Divisie-klubben HFC Haarlem över säsongen 2009/2010. Han gjorde sitt första mål för klubben den 26 september 2009 i en match mot Den Bosch. I januari 2010 gick klubben i konkurs och Manutjarjan flyttades automatiskt tillbaka till Ajax

### AGOVV
Direkt efter Harlems konkurs lånades Manutjarjan i stället ut till AGOVV Apeldoorn. Där spelade han 12 matcher och gjorde 8 mål.

### Återkomst till Pjunik
Ajax släppte Manutjarjan vid slutet av säsongen 2009/2010. Han skrev omedelbart på ett nytt kontrakt med sin moderklubb Pjunik Jerevan, där han debuterade i en match i Champions League 2010/2011 mot FK Partizan Belgrad, en match Pjunik förlorade med 1-0 på hemmaplan. Returen slutade 3-1 till Partizan som gick vidare med totalt 4-1 i målskillnad. Under sin period i klubben spelade Manutjarjan 12 matcher och bidrog med 5 mål.
I januari 2011 reste Manutjarjan till Karpaty Lviv i Ukraina för att skriva på ett kontrakt med klubben. Det hela slutade dock med att Manutjarjan återvände till sin moderklubb i Jerevan utan att ha skrivit på för den ukrainska klubben.

### Fotnoter
1. ↑  ”Manucharyan joins Haarlem on loan”. Ajax. 26 augusti 2009. Arkiverad från originalet den 9 augusti 2009. https://web.archive.org/web/20090809140659/http://english.ajax.nl/News/Archive/Article/Manucharyan-joins-Haarlem-on-loan.htm. (engelska)
2. ↑  ”Edgar Manucharyan to sign 1-year contract with FC Karpaty”. PanArmenian. 20 januari 2011. http://www.panarmenian.net/eng/sport/news/59965/Edgar_Manucharyan_to_sign_1year_contract_with_FC_Karpaty. (engelska)
3. ↑  ”Edgar Manucharyan does not sign contract with FC Karpaty”. PanArmenian. 25 januari 2011. http://www.panarmenian.net/eng/sport/news/60172/Edgar_Manucharyan_does_not_sign_contract_with_FC_Karpaty. (engelska)